# Мати Албанія (монумент)
 Мати Албанія  (алб. Nëna Shqipëri) — це 12 метрова статуя, розташована на Національному кладовищі мучеників Албанії (алб. Dëshmorët e Kombit) в Албанії, яке була закладено в 1971 році.
Статуя представляє країну як мати, що охороняє вічний сон тих, хто віддав своє життя за неї. На кладовищі є до 28 000 могил албанських партизанів, які загинули під час Другої світової війни. Масивна статуя містить лавровий вінок і зірку. Кладовище було також місцем поховання колишнього лідера Енвера Ходжи, який згодом був перезахований у більш скромній могилі на іншому громадському кладовищі.
Статуя зроблена з бетону і є роботою скульпторів Крістача Рама, Мунтаза Драмі і Шабана Хадеррі. Вона стоїть на вершині 3-метрового п'єдесталу; на п'єдесталі вигравірувані слова «алб. Lavdi e përjetshme dëshmorëve të atdheut» («Вічна слава мученикам Вітчизни»).

## Галерея

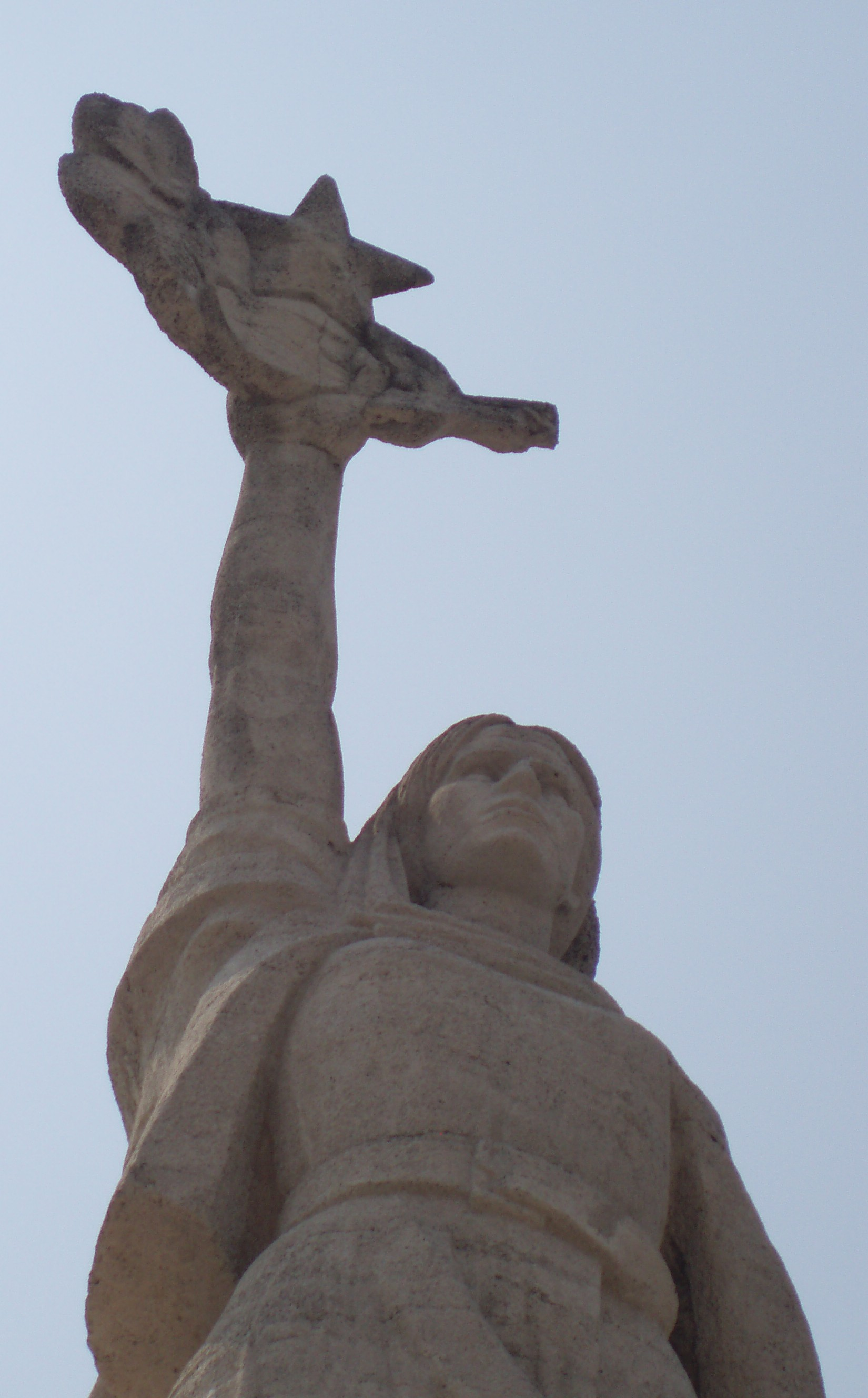
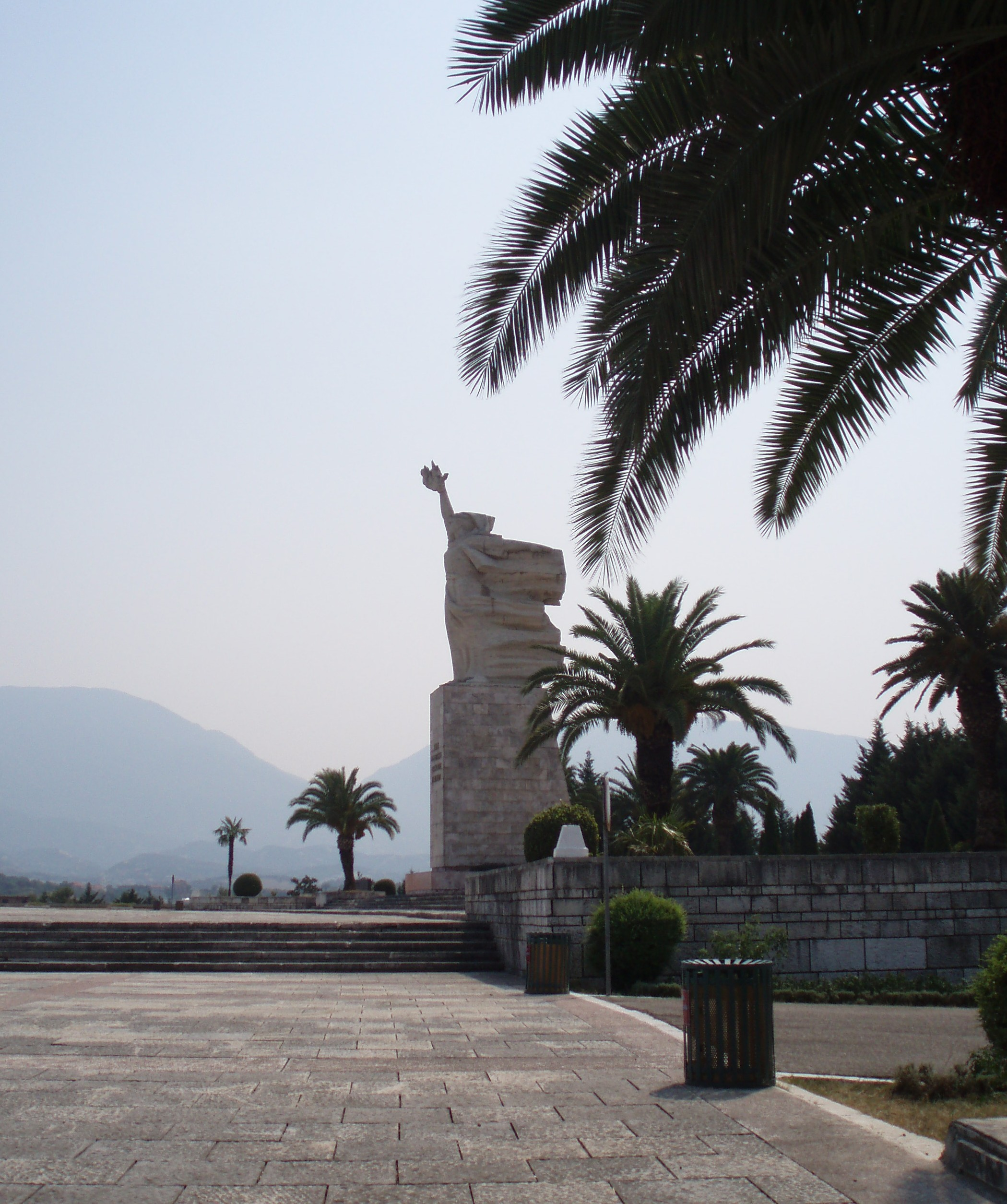
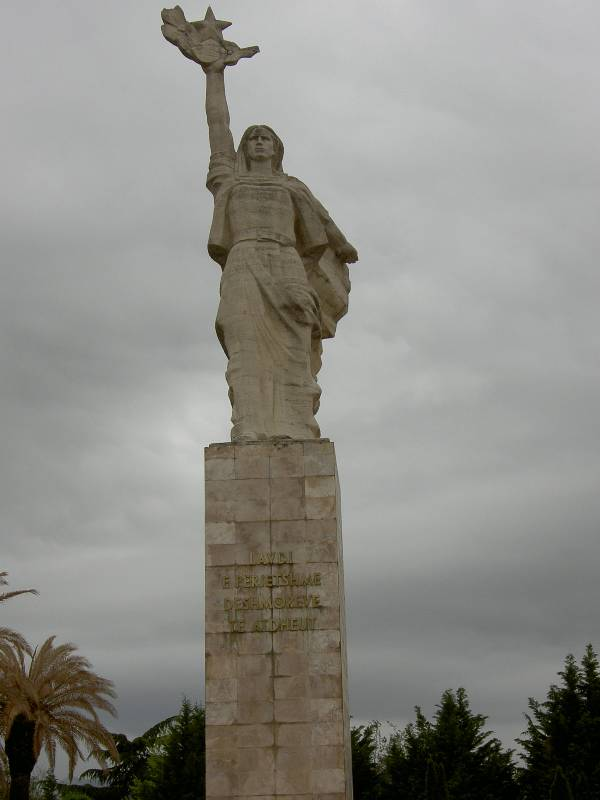
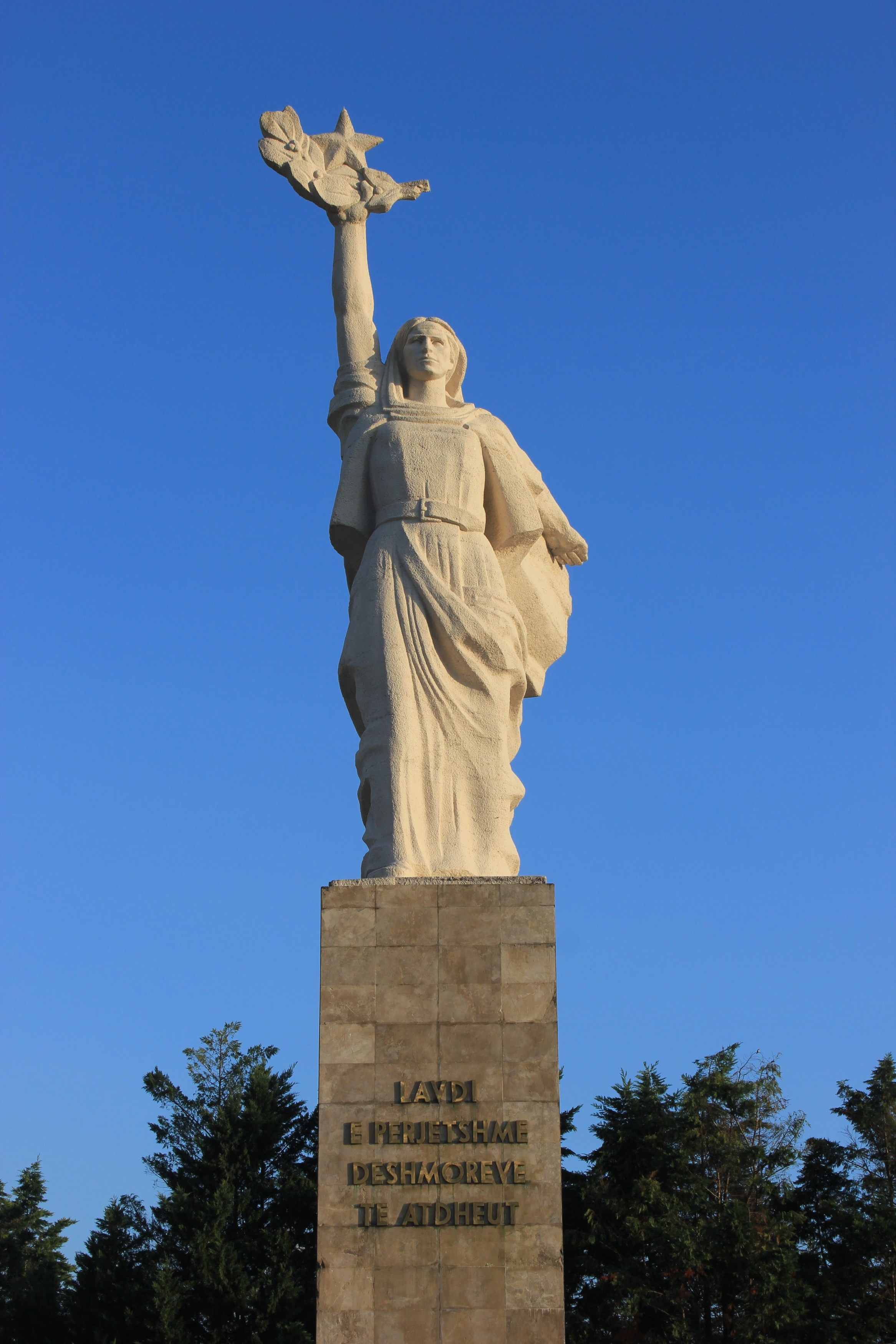